# Fernbus Simulator
Fernbus Simulator est un jeu vidéo de simulation d'autobus développé par TML-Studios et édité par Aerosoft pour Microsoft Windows. Le jeu est propulsé par Unreal Engine 4 et était disponible le 25 août 2016 dans le monde entier.

## Système de jeu

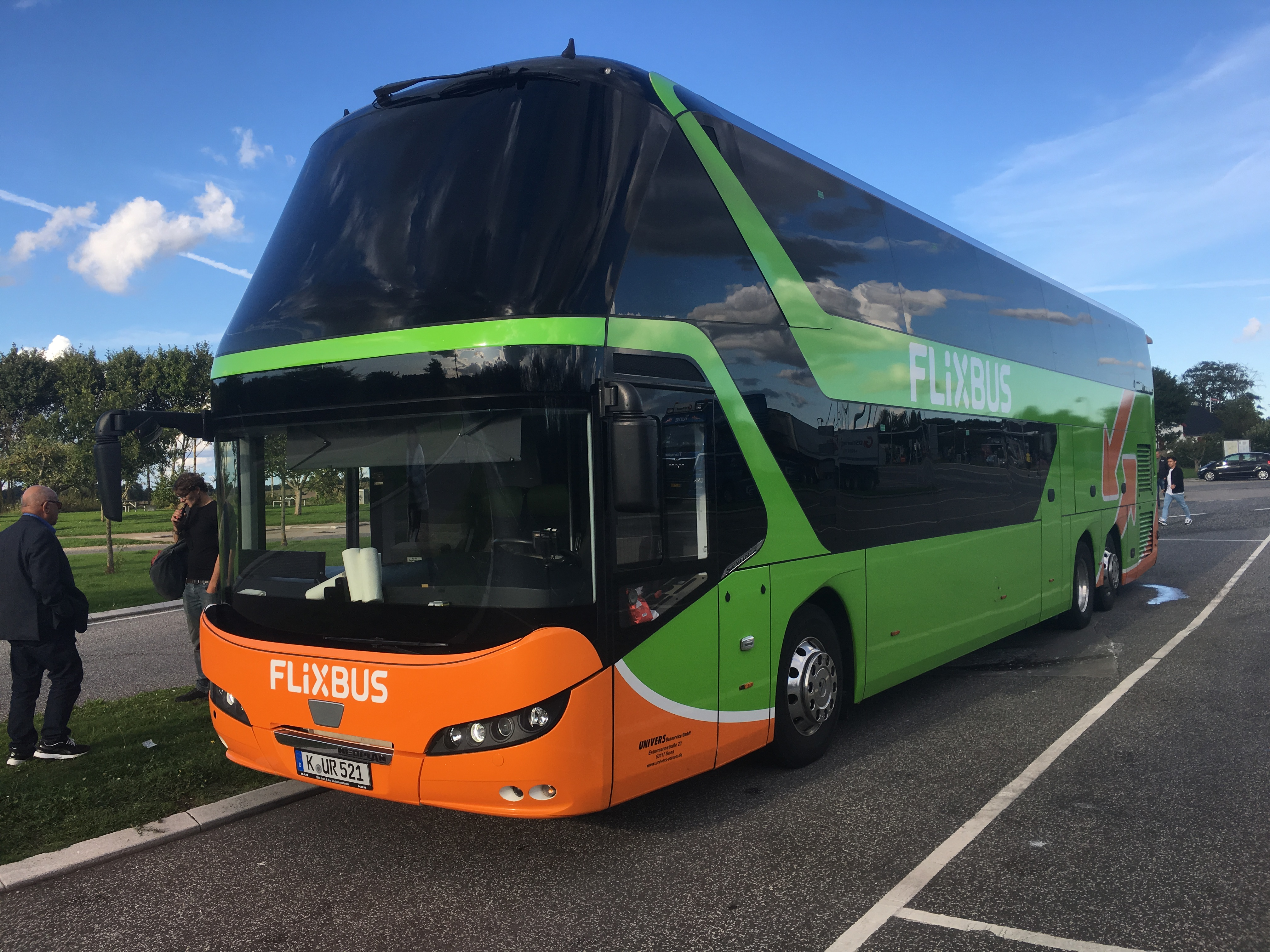
Un bus FlixBus à Vestmotorvejen, Danemark.

Fernbus Simulator est situé en Allemagne, offrant un réseau de routes d'environ 20 000 kilomètres et 40 villes allemandes construites à l'échelle 1:10. Le jeu propose le même gameplay que le jeu vidéo de genre similaire Euro Truck Simulator 2, qui comprend des chantiers de construction, des embouteillages, des patrouilles de police et la gestion des collisions, avec une météo dynamique et un cycle jour-nuit disponibles dans le jeu. Le jeu fournit également le MAN Lion's Coach de Flixbus sous licence, permettant aux joueurs de conduire sur des autoroutes allemandes très détaillées.

## Développement et publication
Fernbus Simulator est développé par un studio de jeux basé en Allemagne TML-Studios, les développeurs de la série City Bus Simulator et de la franchise World of Subways. Il est propulsé par le moteur de jeu Unreal Engine 4 d'Epic Games. Le jeu est sorti le 25 août 2016 pour Microsoft Windows.

## Accueil

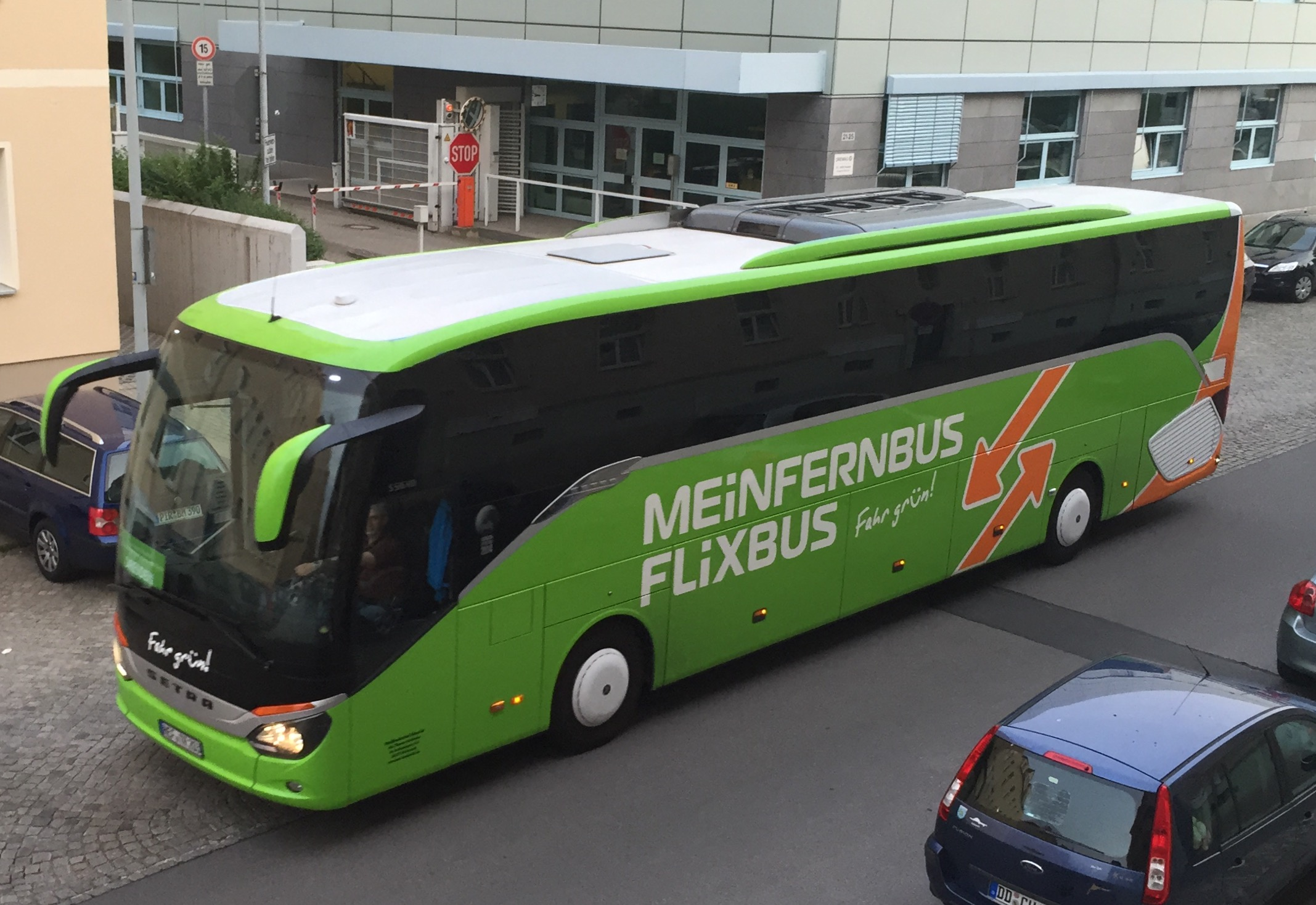
Un FlixBus.

Le jeu est bien vendu sur la plate-forme de distribution numérique Steam, mais il est souvent critiqué et obtient une note mitigée. Le jeu est souvent utilisé pour comparer avec Euro Truck Simulator 2 et American Truck Simulator, et est loué pour la conception du jeu en termes d'atmosphère, d'autoroutes, de zones résidentielles et de cockpit de bus détaillé. Cependant, des bugs, des textures manquantes, insuffisantes à la réalité et un manque de motivation à long terme rendent le jeu largement critiqué.